# Montrose Avenue (stacja metra)
Montrose Avenue – stacja metra nowojorskiego, na linii L. Znajduje się w dzielnicy Brooklyn, w Nowym Jorku i zlokalizowana jest pomiędzy stacjami Grand Street i Morgan Avenue. Została otwarta 21 września 1924.